# Fodor Lajos (karnagy)
Fodor Lajos (Budapest, 1924. február 6. – 2001. október 1.) zenekritikus, karnagy, szerkesztő, újságíró.

## Gyermekévek, család
Legkisebb gyermekként a családban született. Édesapja református (korábban ágostai hitvallású evangélikus) Fodor Mihály szabósegéd, édesanyja Szíjgyártó Karolina római katolikus családból származott. Testvérei Ilona (szül.: 1911, +2014), asszonynevén a később Párizsban élő Helena Bartus, Lajos Zsigmond (szül.: 1912), Ferenc Lajos (szül.: 1915, élt 12 hónapot) és Károly (szül.: 1916).
Általános iskolai tanulmányait a dömsödi Református Népi Iskolában, a középiskolát az Állami Fáy András Reálgimnáziumban végezte. Kezdetben a természeti és reáltudományokban jeleskedett, majd érdeklődése az irodalomtudomány és a zene felé fordult. Hit- és erkölcstanból mindvégig kiváló volt.

## Pályájának kezdete
Tehetsége már korán megmutatkozott. 16 évesen a Kálvin téri püspöki templomban orgonált. Később itt Lajtha László kórusát vette át. Itt ismerte meg első feleségét, Matusek Szilviát, akitől 48-ban egyetlen fiúgyermeke született, Attila néven (unokái Szilvia, Attila és Katalin). Koncertjein szólistái: Basilides Mária, Koréh Endre, Pataky Kálmán. A Dohány utcai zsinagógában Abrahamsonnal fungál. Színházi tanulmányait Németh Antal rendezői akadémiáján végezi. Népzenét közvetlenül Kodály Zoltántól tanult. Színházi és zenei tanulmányai után és közben egyházi orgonistaként és amatőr énekkarok vezetőjeként tevékenykedett.
1952-ben karvezetést tanult. Hivatásos kamarakórusa élén több száz magyar és külföldi mű ősbemutatóját vezényli. Itt kollégái: Házy Erzsébet, Ilosfalvy Róbert, Moldován Stefánia, a későbbi Karajan-sztárok: Geszty Szilvia, Kaposi Andor, Radnai György, Réti József, Gregor József, Palcsó Sándor. Vezényel a Magyar Rádióban és annak Gyermekkórusában.
1956-ban a Magyar Rádióban kartont találnak róla: "olykor anarchista-individualista vonásai, megnyilatkozásai vannak." – írták szellemiségéről, és ő büszke volt rá.
1957-től a Műsor Tanács igazgatója volt – ekkor engedték először külföldre és ekkortól rendszeres résztvevője külföldi táncdalfesztiváloknak és operett-műsoroknak. A Magyar Balettel látogatott Moszkvába, és elsőként hívja Jevgenyij Nyesztyerenko operaénekest fellépni Magyarországra, aki 1985-ben már Bartókot énekel.
1958 és 1962 között az Irodalmi Színpad zenei vezetője, 1966-tól 1975-ig a Budapesti Művészeti Hetek művészeti vezetője, majd igazgatója. Munkásságáért oklevelet kap. Később ennek hatására Budapest Főváros és Esztergom városvezetése is turisztikai és idegenforgalmi fejlesztési ötleteit kérte.
1979 és 1982 között a Szabadidő főszerkesztője, 1982-től a Magyar Média művészeti igazgatója volt. Zenekritikusként a lap megalakulásától az Esti Hírlapnál dolgozott. Szerepel az Esti Hírlap szerkesztőiről készült híres karikatúrán, melyet Szűr Szabó József, a Ludas Matyi grafikusa készített a szerkesztőség falára, s mely a MÚOSZ székházában állt, mint védett műemlék.
A Magyar Újságírók Országos Szövetségének nem csak tagja, hanem alkalmanként felkért oktatója, mentora az ifjú firkászoknak. A legendás Pesti Hírlap vezető szerkesztője, az újság nevét szójátékként alkották meg Riskó Géza barátjával az Esti után…, és ez volt a kultikus Pesti Hírlap negyedik újraindítási kísérlete, az első lapszám 1990. április 14-én, szombaton jelent meg.

## Munkássága csúcsán, kedvencek
Élete során több ezer cikket, kritikát, töredéket, pamfletet írt és rendhagyó zenetörténeti műgyűjteményt állított össze könyvekből, hanglemezekből, a színházi és operaélet fényképeiből. Munkáit, jegyzeteit, könyvtárát korábbi múzsája, második felesége Magdolna (szül.: Tóth Magdolna, 1926-2015) hűen gondozta, hogy az fennmaradjon az utókornak. Hagyatéka (fotók és dedikált kötetek) 2016 szeptemberében az Országos Színháztörténeti Múzeum és Intézet emlékgyűjteménybe kerültek.
Kedvencei voltak Kodály és Bartók, szerette a klasszikusokat, Mozart és Beethoven képei függtek dolgozószobája falán. Kedves ismerőse volt Latabár Kálmán, találkozott Montserrat Caballéval, kötetet dedikált neki és barátsággal üdvözölte Honthy Hanna. A komolyzene mellett a modern műfajokat is szerette, nem a tucat, sokkal inkább a minőségi zenét, élesen bírálta a zeneipar minőségi romlását. 69-es éves korában szakadó esőben ment ki a Rolling Stones koncertjére – ezt már Földes László (Hobo) visszaemlékezéséből tudjuk, akit második fiaként tisztelt és szeretett.
Öntörvényű, kreatív, átütő személyiségű ember volt, aki soha nem volt hajlandó szakmai véleményét, ízlését a kor politikai követelményei szerint alakítani, emiatt a kommunizmusban kapott hideget-meleget. Idős korára egyre jobban érdekelte a művészet gazdasági vonatkozása, a színházak finanszírozásának lehetősége, valamint a természettudományok. Könyvtárában asztrológiai, indológiai munkák éppúgy fellelhetők, mint pszichológiai remekek, a különféle zenei ritkaságok mellett.
Ismerte és utálta a politikát. "Egykor "merész" függetlenségem ma egyszerű tárgyilagosságot jelent, s ebben előnyt élvezek az elkötelezettség kényszerpályáit jártakkal szemben." – írja életrajzában, amelyet csak közel 50 év megfeszített alkotómunka után vetett papírra először.
Életének 78. évében, 2001. október 1-jén hunyt el, hosszas betegség után. Időskori súlyos gyomorbetegségét és kórházi kálváriáját házi kiadású kötetben örökítette meg.  Talán a sors fintora, hogy Attila unokája rádióriporter és szerkesztő, legkisebb unokája, Katalin teológus, asztrológus, újságíró.

## Cikkei
- http://www.europeana.eu/portal/search.html?query=who%3a%28Fodor%20Lajos%29&rows=24